# Bois-Carré British Cemetery
Ne doit pas être confondu avec Bois-Carré Military Cemetery.
Le Bois-Carré British Cemetery est un cimetière militaire de la Première Guerre mondiale, situé sur le territoire de la commune de Thélus, dans le département du Pas-de-Calais, au nord-est d'Arras.

## Localisation
Ce cimetière est situé à 500 m au sud-est de l'agglomération, rue de Bailleul, à la limite des dernières habitations.

## Histoire

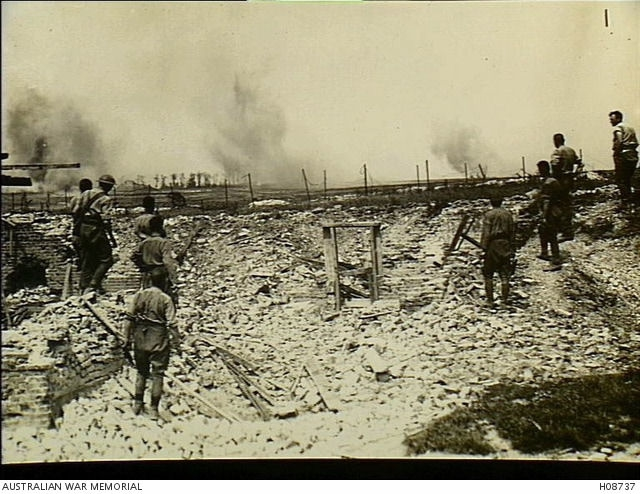
Des soldats de l'armée britannique effectuant des travaux de construction regardent les obus tomber à proximité de Thélus.

Le village de Thélus a été capturé par l'armée canadienne le 9 avril 1917, premier jour de la bataille d'Arras et est resté aux mains des Britanniques jusqu'à la fin de la guerre.
Le cimetière britannique de Bois-Carré a été commencé par des unités de la 1re division canadienne en avril 1917 pour inhumer les soldats victimes des combats. Il fut utilisé jusqu'en joint juin suivant. Après l'armistice, ce cimetière fut considérablement agrandi par la concentration des nombreuses tombes des cimetières provisoires des environs.
Il y a maintanant 502 victimes de la Première Guerre Mondiale et six de la Seconde Guerre commémorées sur ce site dont 59  ne sont pas identifiés.

## Caractéristiques
Ce vaste cimetière a un plan rectangulaire de 50 m sur 35 et est entouré par un muret de briques.
Le cimetière a été conçu par les architectes britanniques Reginald Blomfield et  William Harrison Cowlishaw.

## Galerie

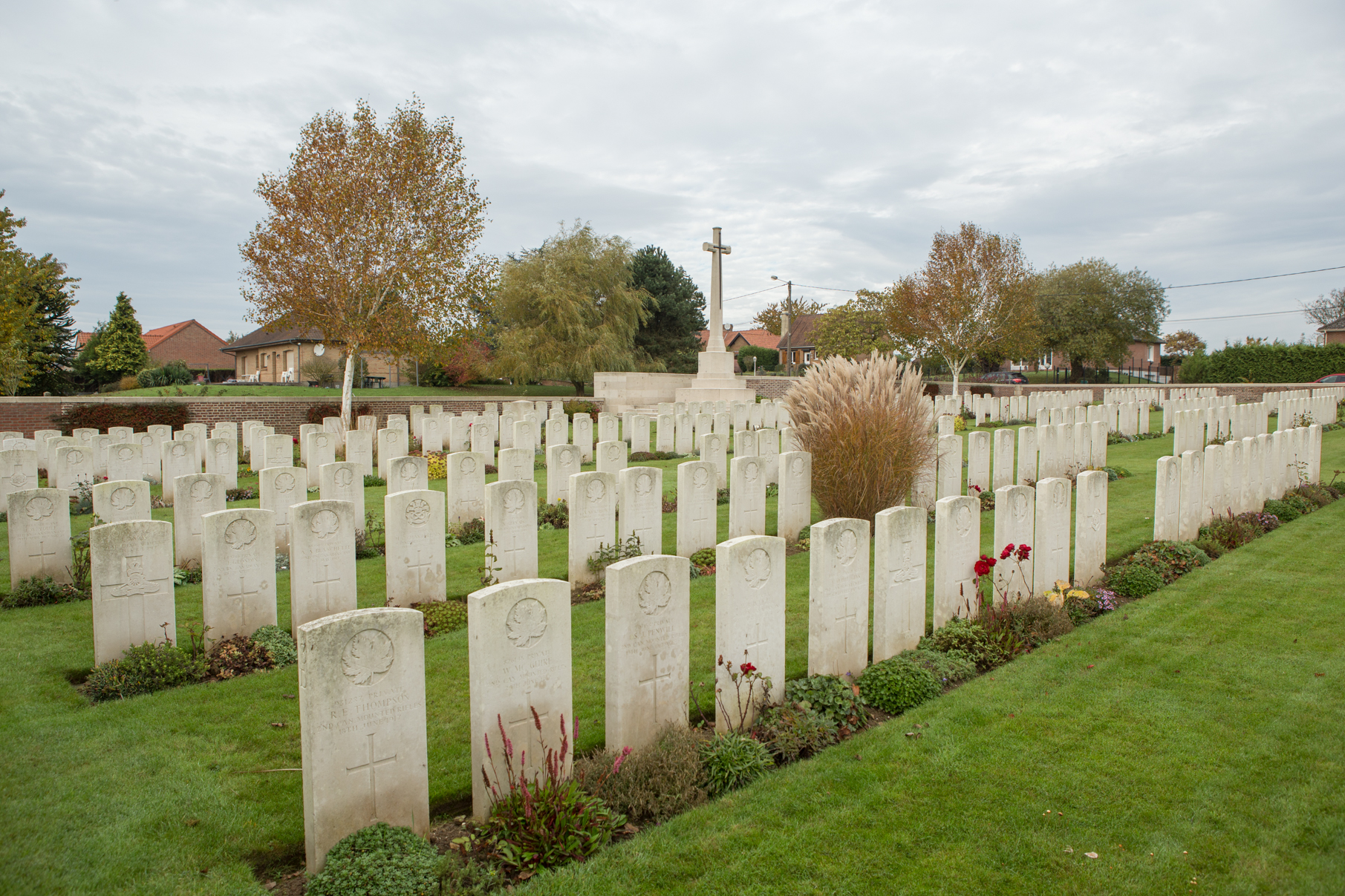
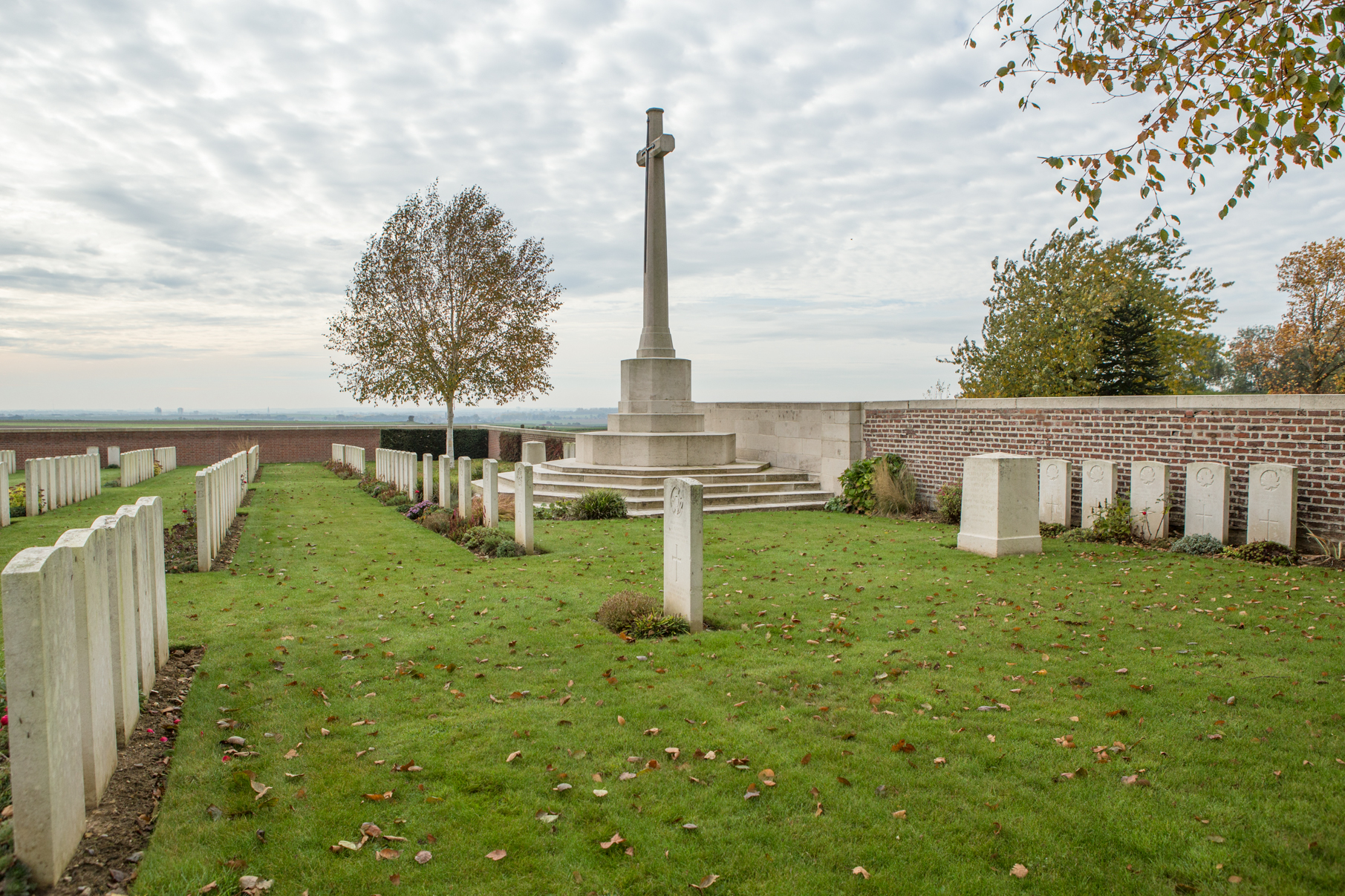
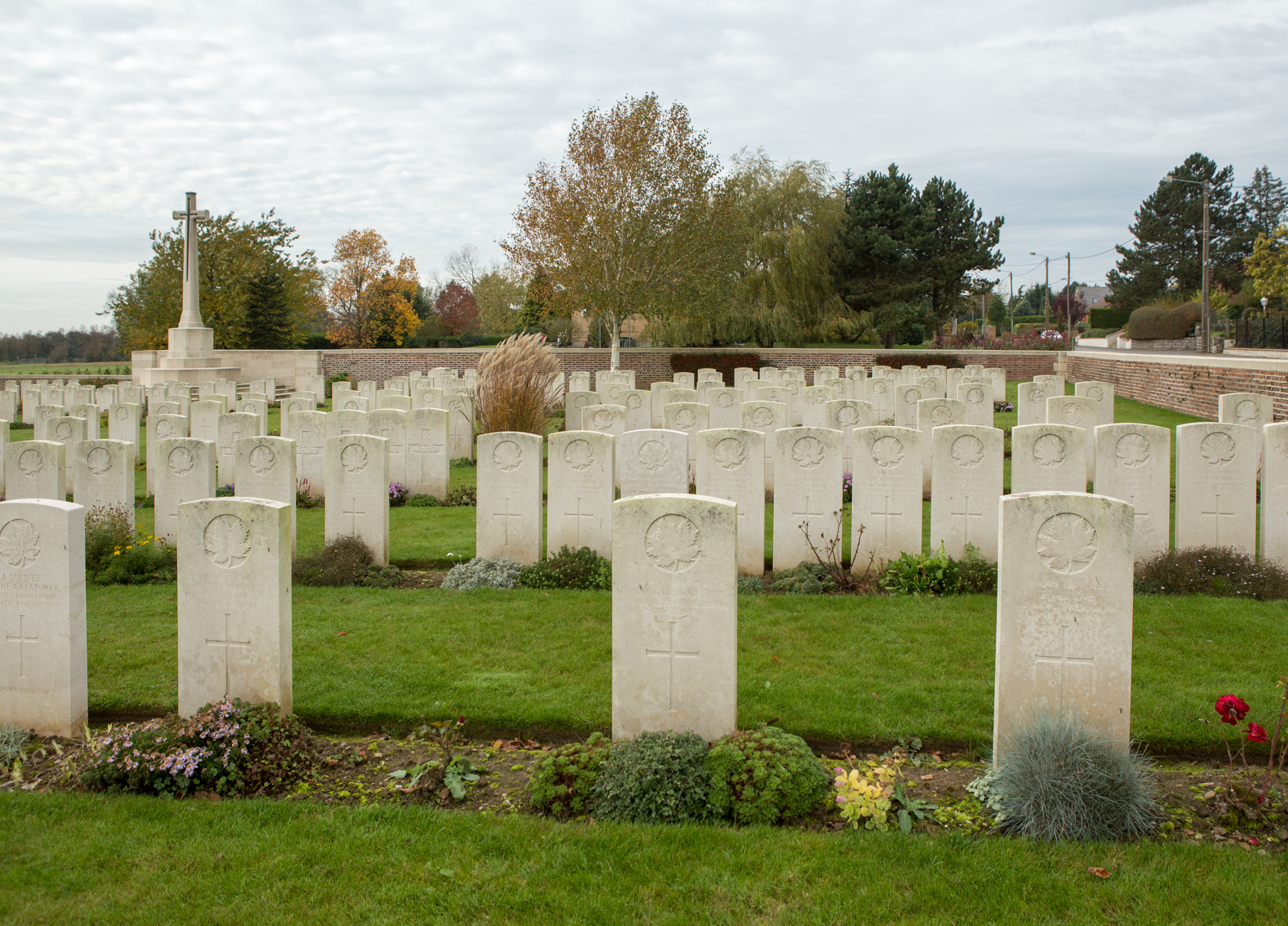
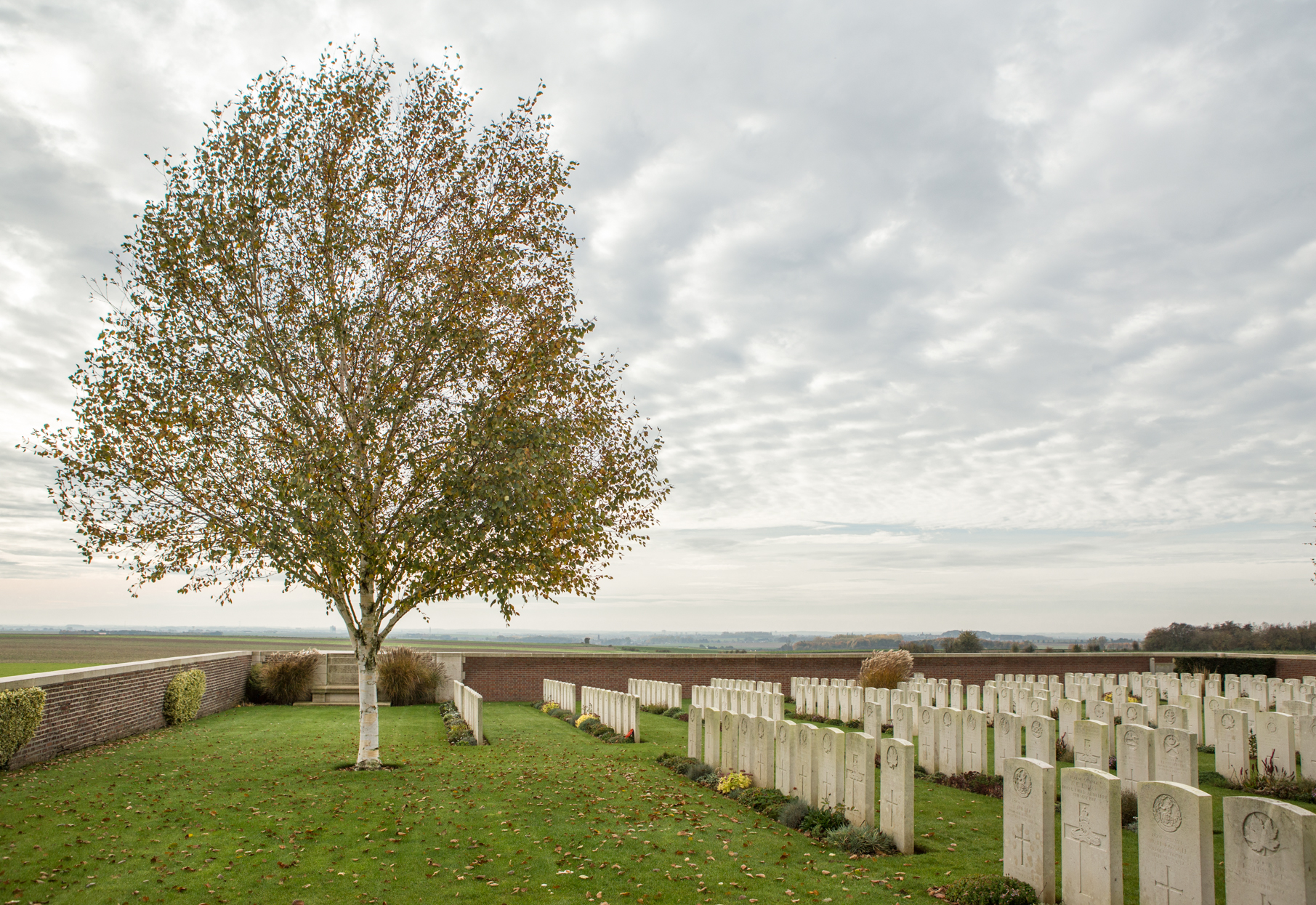
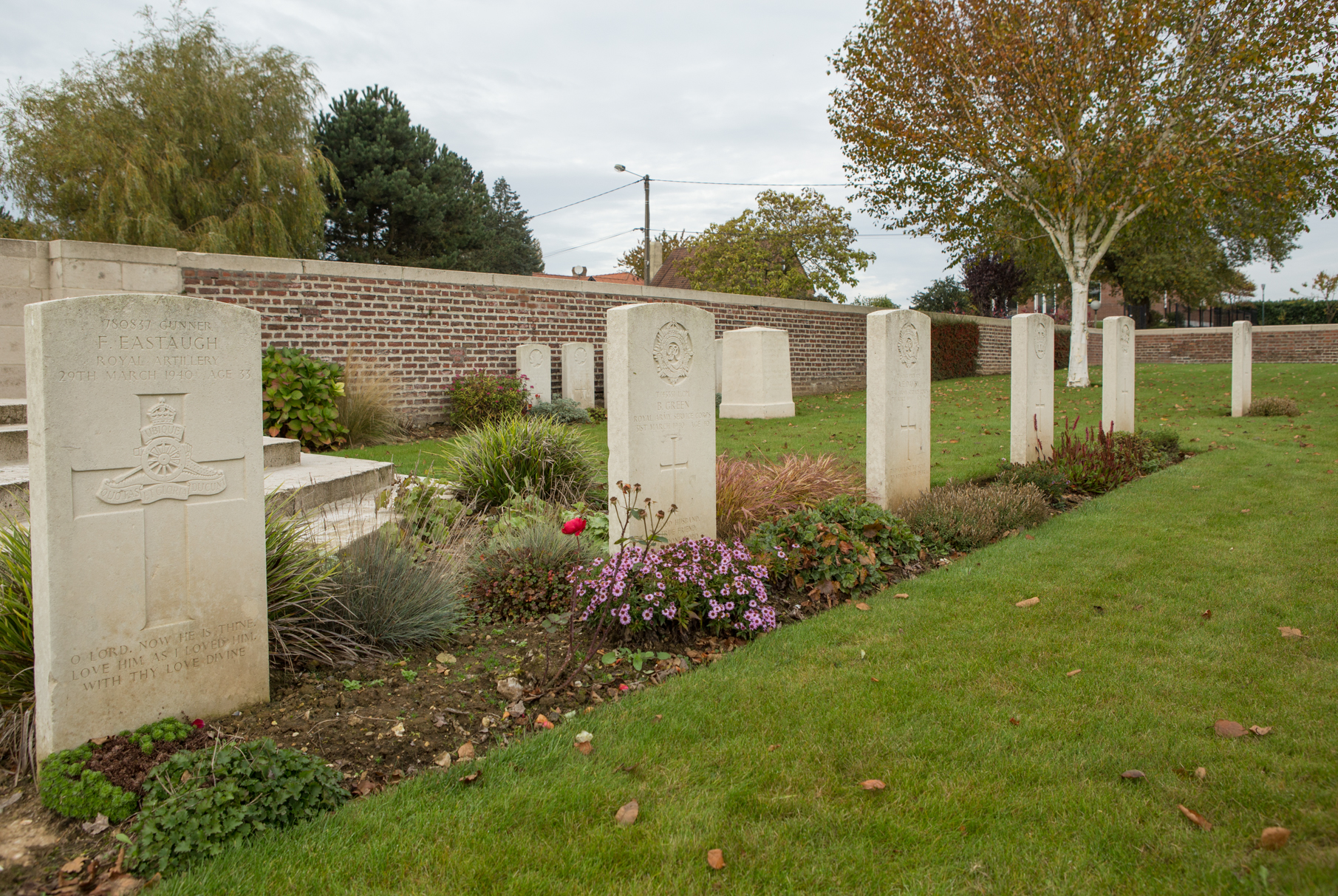
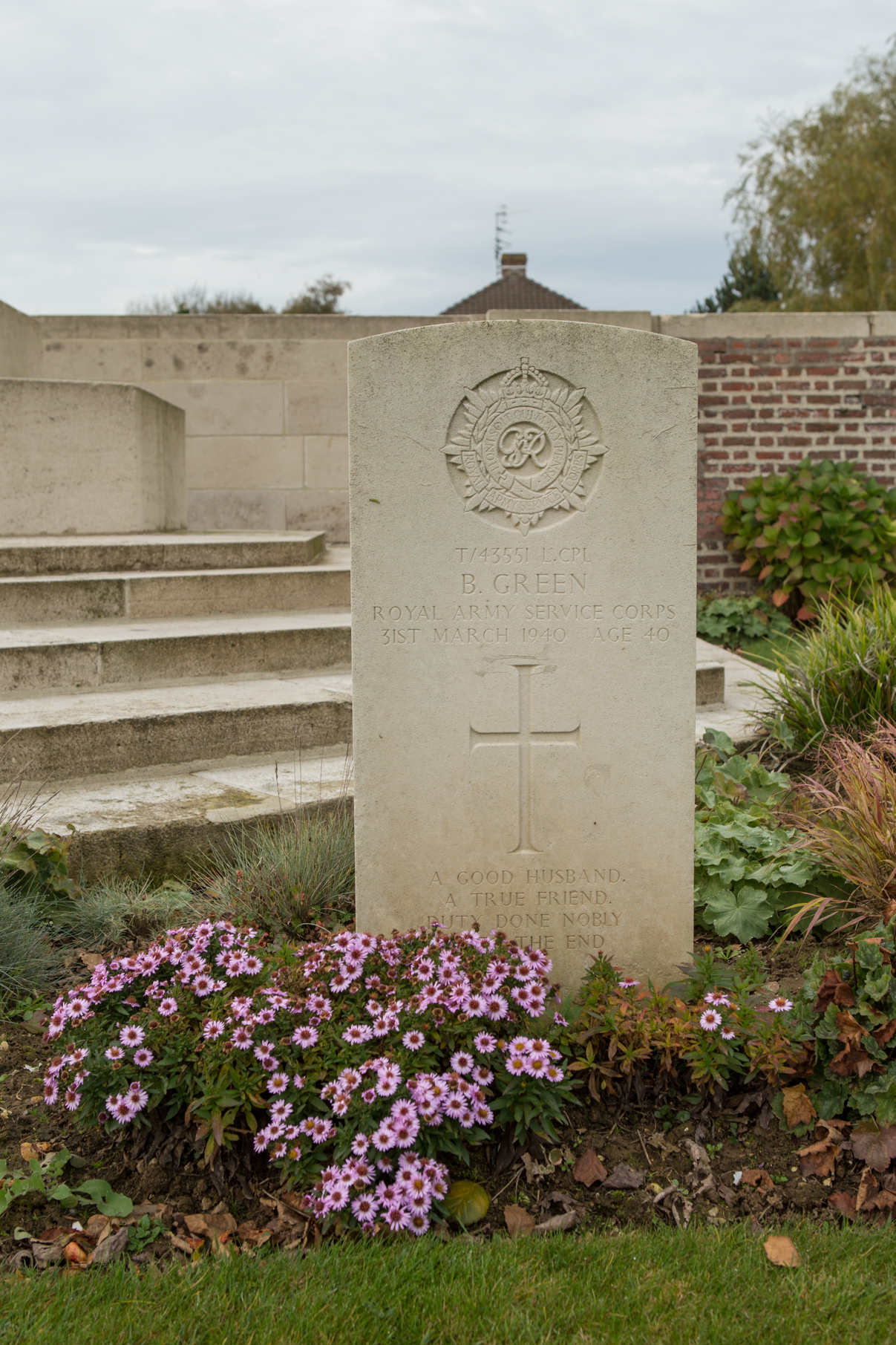

## Sépultures
| Pays        | Sépultures |
| ----------- | ---------- |
| Canada      | 382        |
| Royaume-Uni | 126        |
| Total       | 508        |

## Pour approfondir